# Dedesdorf
Dedesdorf-Eidewarden is een tweelingdorp in het Landkreis Cuxhaven in de deelstaat Nedersaksen. Het dorp was tot 1974 deel van de gemeente Land Wurden, die in dat jaar opging in de eenheidsgemeente Loxstedt. 
In 2016 werden de beide, reeds aaneengegroeide, Loxstedter Ortsteile  Dedesdorf en Eidewarden  samengevoegd.
Het dorp ligt direct aan de Wezer en bestaat van de melkveehouderij en het toerisme.
De sedert de Reformatie in de 16e eeuw evangelisch-lutherse dorpskerk (Sint-Laurenskerk) dateert uit de 14e-17e eeuw en werd in de 19e eeuw ingrijpend verbouwd; onder andere de kerktoren werd in 1870 vervangen. Aan de bouw van het orgel in dit godshuis, gedateerd 1697-1698, heeft de beroemde orgelbouwer Arp Schnitger een grote bijdrage geleverd. Geïnteresseerden kunnen een uitvoerige beschrijving van dit orgel op de Duitse Wikipedia raadplegen onder het lemma Orgel von St. Laurentius (Dedesdorf). 
Tot 2004 was Dedesdorf met een veerboot verbonden met Kleinensiel, gemeente Stadland op de westelijke Wezeroever. Nadat de Wesertunnel in de Bundesstraße 437 opende is de veerverbinding gestaakt. De ingang van de tunnel ligt direct ten zuiden van het dorp. De veerstoep aan de Dedesdorfer kant is vervangen door een, van een horecabedrijf voorzien, haventje aan de Wezer voor de pleziervaart.

## Afbeeldingen

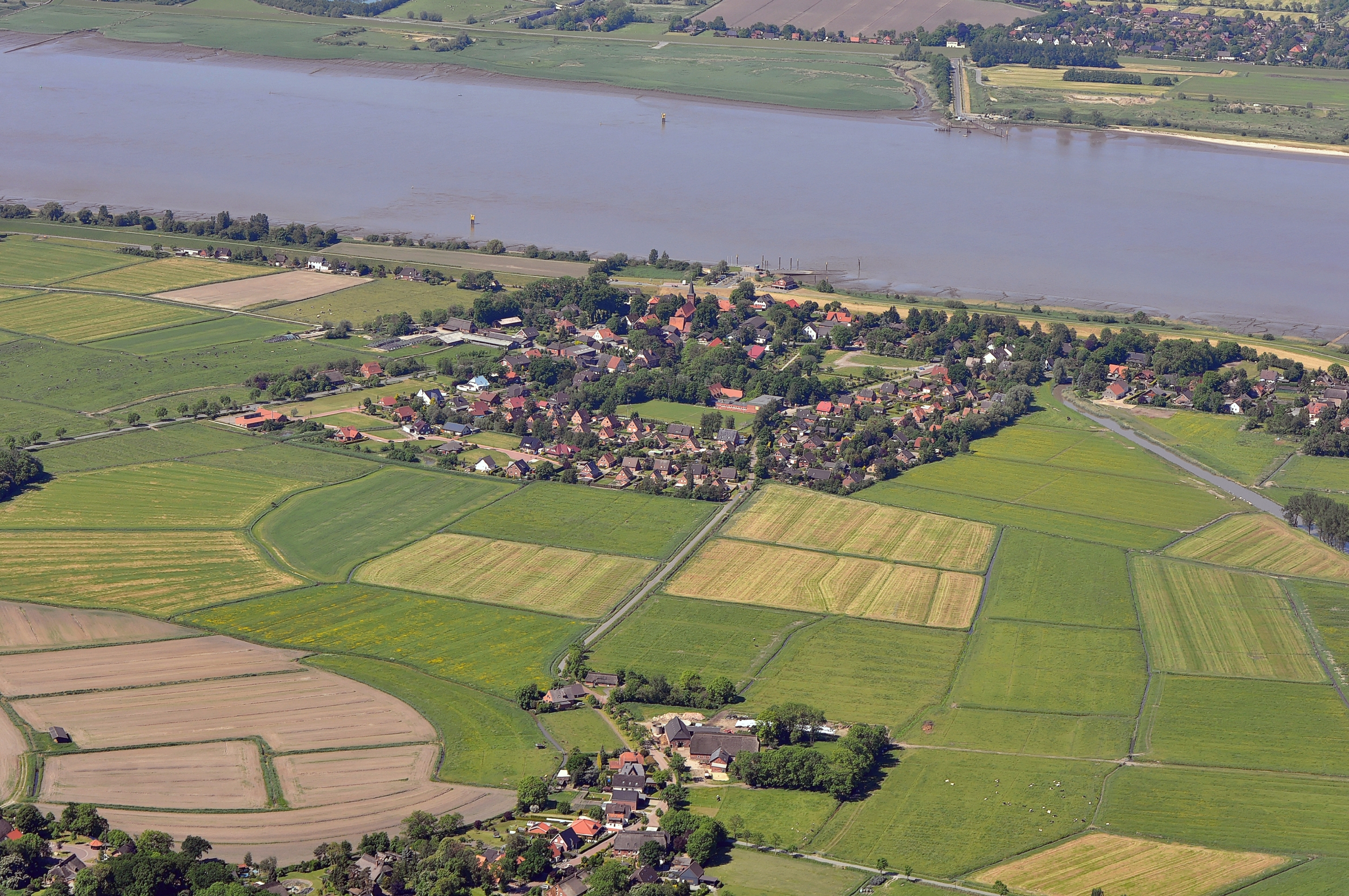
Luchtfoto van Dedesdorf, 2012
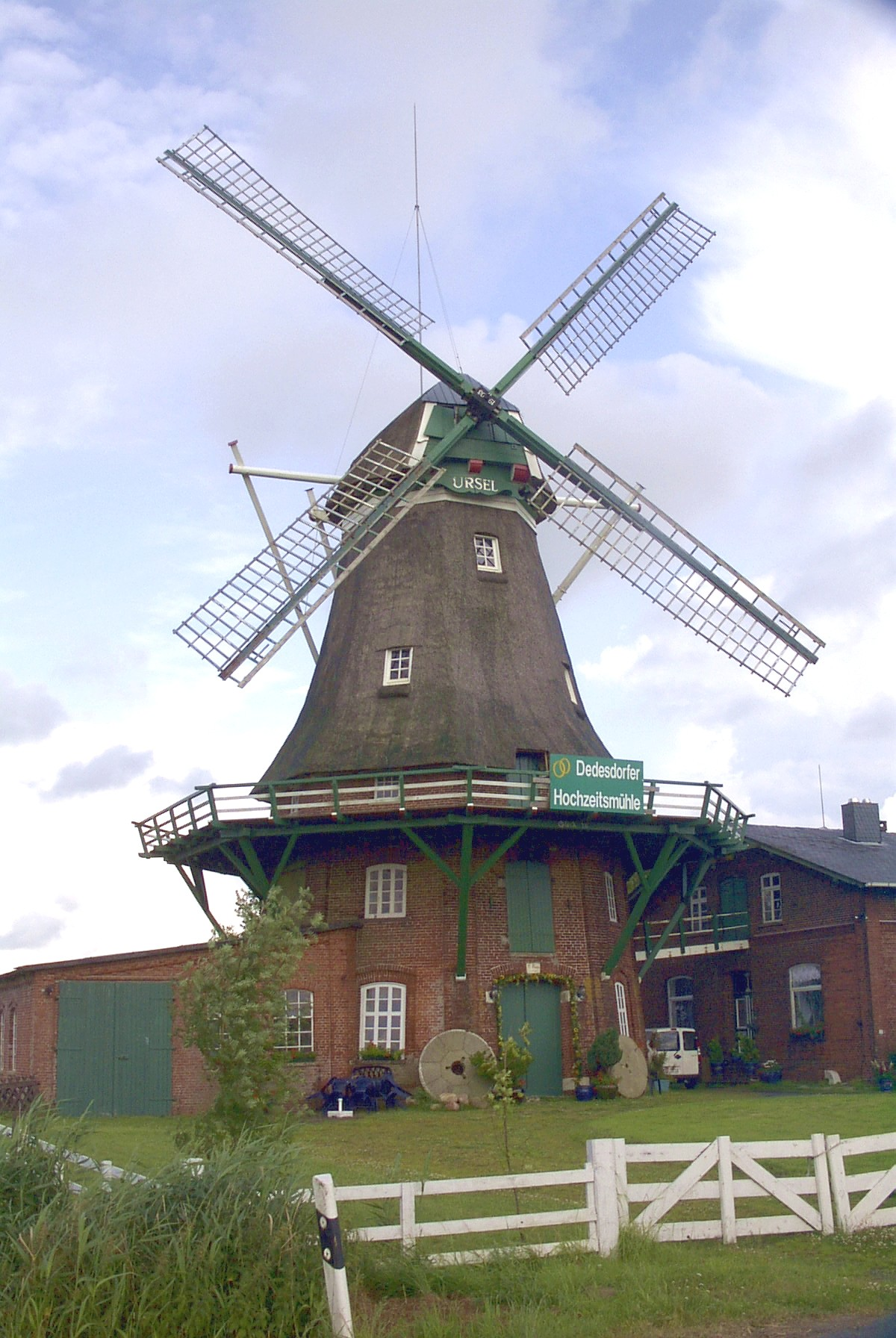
Windmolen ten oosten van Dedesdorf (type: achtkante bovenkruier; bouwjaar 1847; voorheen horecabedrijf en trouwlocatie; anno 2024 in renovatie)
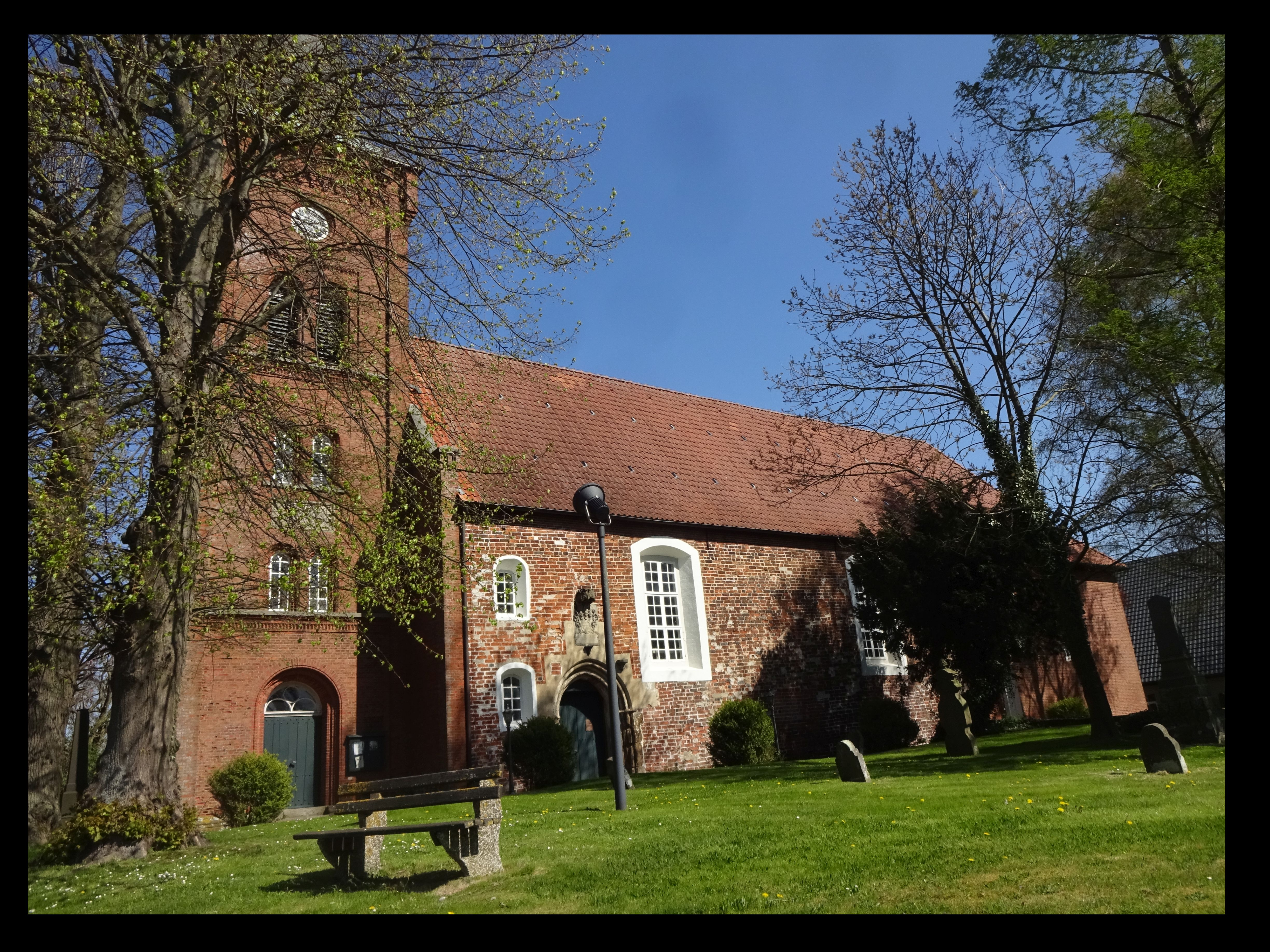
Sint-Laurenskerk, Dedesdorf (14e-17e eeuw)
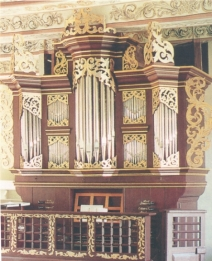
Orgel in deze kerk
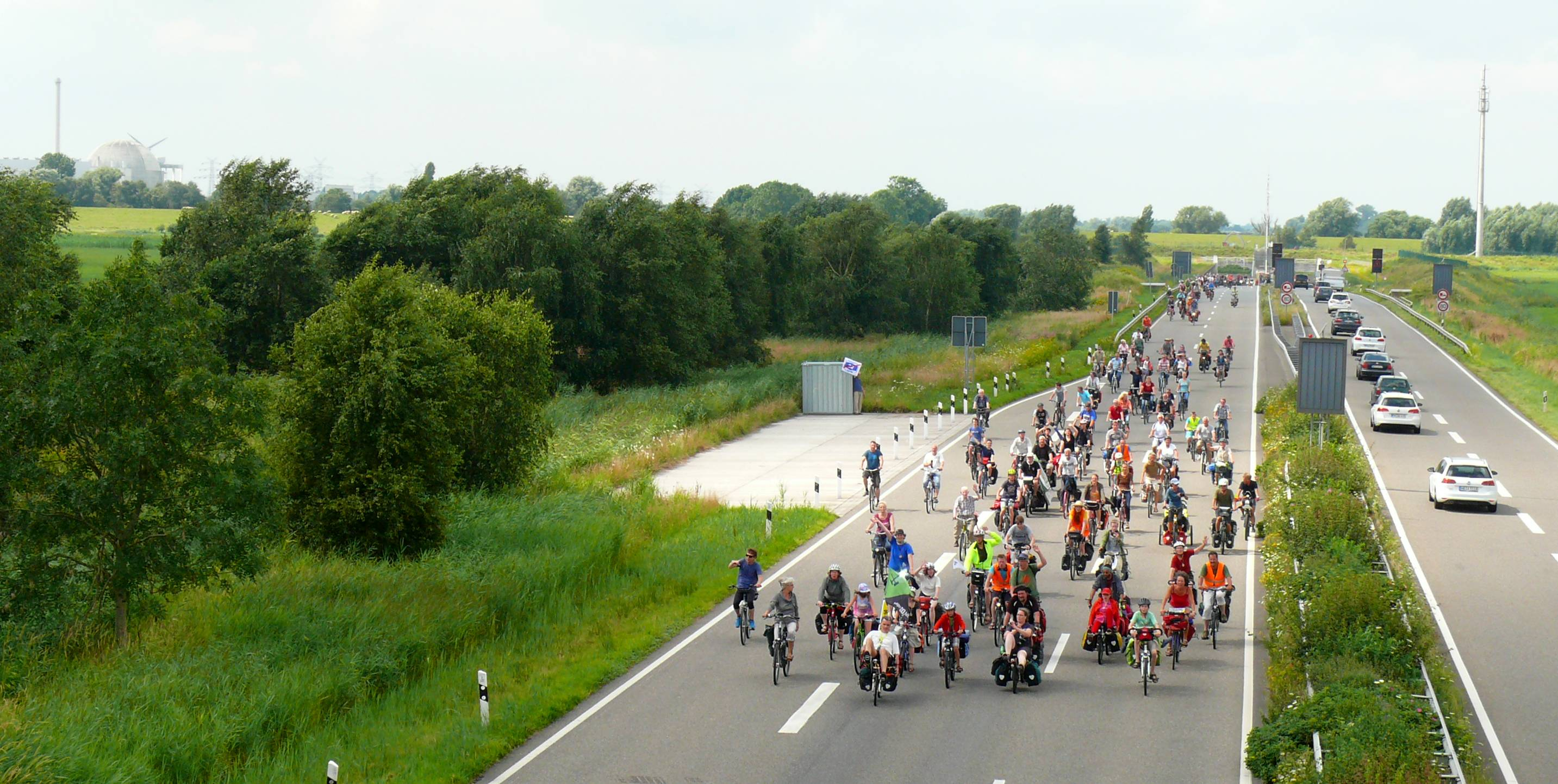
Fietstocht vanuit de Wesertunnel, 2007

- Virtual International Authority File: 245853622